# مانگالیتسا

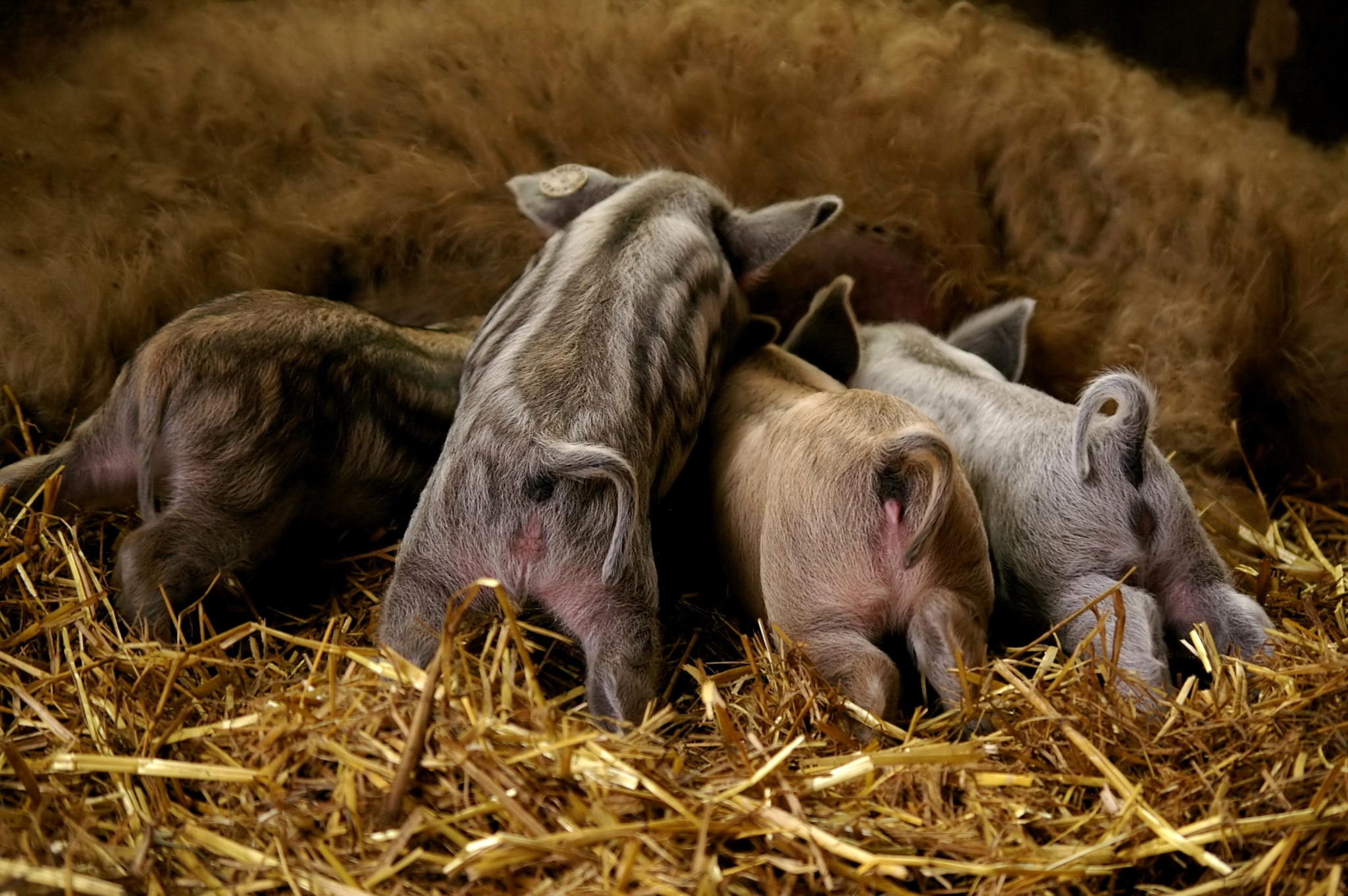
بچه‌خوک‌های مانگالیتسا با حدود یک ماه سن در مونسترلاند آلمان

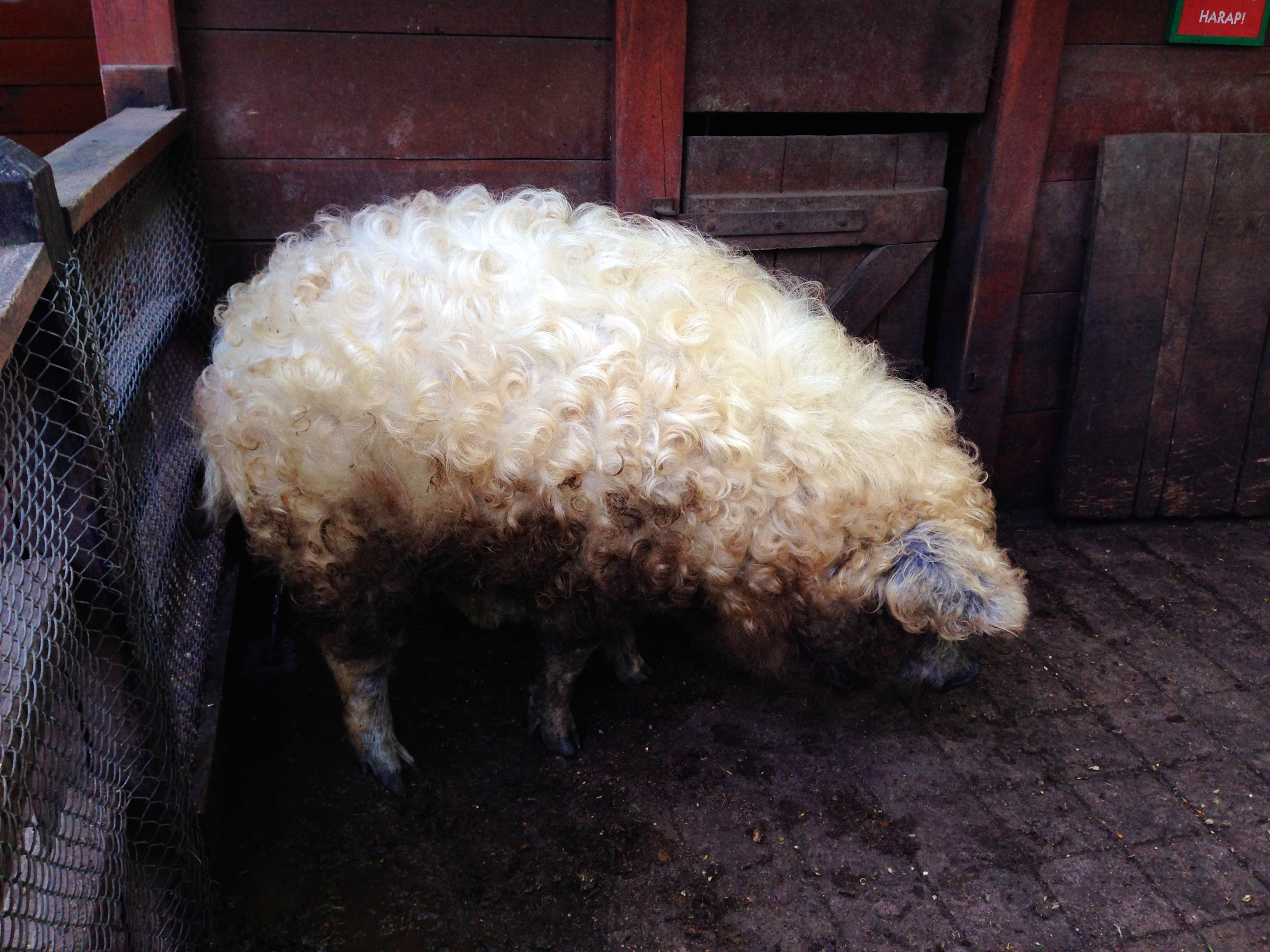
یک خوک مانگالیتسا در باغ‌وحش بوداپست، مجارستان

مانگالیتسا (به مجاری: Mangalica) نژادی از خوک اهلی است که ریشه در مجارستان دارد. این نژاد در میانه سده نوزدهم از ترکیب نژادی سلونته و گراز وحشی اروپایی به وجود آمده‌است. این حیوان برخلاف دیگر خوک‌ها، پشمی ضحیم، مشابه گوسفند دارد. تنها نژاد دیگری که چنین خصوصیتی داشته خوک لینکون‌شایر بود که اکنون منقرض شده‌است.